# Silvia Fernández de Gurmendi

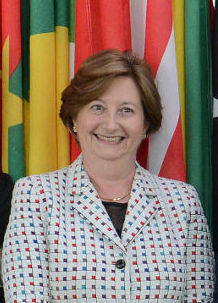
Silvia Fernández de Gurmendi

Silvia Alejandra Fernández de Gurmendi (* 24. Oktober 1954) ist eine argentinische Juristin. Vom 20. Januar 2010 bis zum 10. März 2018 war sie Richterin am Internationalen Strafgerichtshof in Den Haag und vom 11. März 2015 bis zum 11. März 2018 auch dessen Präsidentin.

## Leben
Fernández de Gurmendi studierte Rechtswissenschaften an den Universitäten in Córdoba und Limoges. Anschließend promovierte sie an der Universidad de Buenos Aires. Von 1987 bis 1988 besuchte sie die argentinische Diplomatenakademie und schloss ihre Ausbildung cum laude ab.
1989 trat Fernández de Gurmendi in den diplomatischen Dienst ihres Heimatlandes ein. Bis 1994 arbeitete sie in der Rechtsabteilung des argentinischen Außenministeriums und war anschließend bis 2000 Rechtsberaterin der Ständigen Vertretung Argentiniens bei den Vereinten Nationen. In dieser Funktion vertrat sie Argentinien gegenüber dem Rechtsausschuss der Generalversammlung der Vereinten Nationen und war an den Verhandlungen zu zahlreichen Fragen des humanitären Völkerrechts und des Völkerstrafrechts beteiligt. Der Schwerpunkt ihrer Arbeit lag auf den Verhandlungen zur Gründung des Internationalen Strafgerichtshofs. Von 1995 bis 1998 war sie Vorsitzende der Arbeitsgruppe für Strafprozessrecht, 1995 ebenfalls stellvertretende Vorsitzende des Ad-hoc-Komitees der Vereinten Nationen über die Errichtung eines Internationalen Strafgerichtshofs, von 1996 bis 1998 stellvertretende Vorsitzende des vorbereitenden Komitees der Vereinten Nationen für den Internationalen Strafgerichtshofs und 1998 stellvertretende Vorsitzende des Hauptausschusses während der Staatenkonferenz in Rom.
Im Zeitraum von 2000 bis 2003 hatte sie verschiedene Funktionen inne. So wirkte sie unter anderem als stellvertretende Generaldirektorin für Menschenrechte im argentinischen Außenministerium, als Beraterin des Justizministeriums und als Vorsitzende der vom UNHCHR einberufenen internationalen Expertengruppe zum Söldnerwesen.
2003 nahm Fernández de Gurmendi eine Tätigkeit in der Anklagebehörde des Internationalen Strafgerichtshofs in Den Haag auf. Als Leiterin der Abteilung für Zuständigkeit, Komplementarität und Zusammenarbeit (Jurisdiction, Complementarity and Cooperation Division, JCCD) umfasste ihr Verantwortungsbereich unter anderem die vorbereitende Analyse von Fällen und die internationale Zusammenarbeit und Rechtshilfe.
2006 wurde sie zur Generaldirektorin für Menschenrechte im argentinischen Außenministerium ernannt. In dieser Funktion vertrat sie ihr Heimatland gegenüber internationalen und regionalen Menschenrechtsorganisationen sowie gegenüber der Interamerikanischen Kommission für Menschenrechte und dem Interamerikanischen Gerichtshof für Menschenrechte.
Am 18. November 2009 wurde Fernández de Gurmendi von der Versammlung der Vertragsparteien des Rom-Statuts zur Richterin an den Internationalen Strafgerichtshof gewählt. Gemäß den Vorgaben des Rom-Statuts zur Qualifikation der Kandidaten im Bereich des Straf- und Strafverfahrensrechts (Kandidatenliste A) beziehungsweise des Völkerrechts (Kandidatenliste B) kandidierte sie auf der Liste A. Die Wahl war als Nachwahl erforderlich geworden, nachdem der guyanische Jurist Mohamed Shahabuddeen noch vor seinem Amtsantritt im Januar 2009 aus persönlichen Gründen zurückgetreten war. Fernández de Gurmendi trat gegen Cecilia Medina Quiroga aus Chile, Marco Gerardo Monroy Cabra aus Kolumbien und Duke E. E. Pollard aus Guyana an. Erst im sechsten Wahldurchgang konnte sie sich dabei mit 62 zu 26 Stimmen gegen Pollard durchsetzen. Von mehreren Staaten war die Wahl eines ebenfalls guyanischen Juristen für den ausgeschiedenen Shahabuddeen befürwortet worden. Am 20. Januar 2010 wurde Fernández de Gurmendi dann für eine verbleibende Amtszeit von acht Jahren und zwei Monaten zur Richterin am Internationalen Strafgerichtshof ernannt. Sie gehörte der Vorverfahrensabteilung an. Am 11. März 2015 wurde sie zur Präsidentin des Internationalen Strafgerichtshofs für eine Amtsperiode von drei Jahren bis 2018 gewählt. Am 10. März 2018 schied sie turnusgemäß aus dem Richterkollegium aus.
Fernández de Gurmendi lehrte Völkerstrafrecht an den Universitäten in Buenos Aires und Palermo.
Im Dezember 2020 wählte die Vertragsstaatenversammlung des IStGH sie zu ihrer Präsidentin für die 20.–22. Sitzungsperiode.
Seit 2024 ist die Präsidentin des Kuratoriums der Internationalen Akademie Nürnberger Prinzipien.

## Publikationen (Auswahl)
- Mit Håkan Friman: The rules of procedure and evidence and the regulations of the court. In: Jose Doria (Hrsg.): The legal regime of the International Criminal Court: essays in honour of Professor Igor Blishchenko; in memoriam Professor Igor Pavlovich Blishchenko (1930-2000). Nijhoff, Leiden 2009, ISBN 978-90-04-16308-9, S. 797–824.
- An insider's view. In: Mauro Politi (Hrsg.): The international criminal court and the crime of aggression. Aldershot, Ashgate 2004, ISBN 0-7546-2362-9, S. 175 ff.
- Mit Håkan Friman: The rules of procedure and evidence of the International Criminal Court. In: T.M.C. Asser Instituut, Institute for Private and Public International Law, International Commercial Arbitration and European Law: Yearbook of international humanitarian law. Bd. 3, 2000, ISSN 1389-1359, S. 289–336.